# Саракина (Гребен)
Саракина (грч. Σαρακήνα) је насељено место у општини Гребен у периферији Западна Македонија, Грчка. Према попису из 2021. године било је 165 становника.
Према бугарском географу и историчару, Василу Канчову, у Саракини је 1900. године живело 356 Грка.